# Място под слънцето (филм, 1986)
 Тази статия е за българския филм „Място под слънцето“ на Румен Сурджийски.  За други значения вижте Място под слънцето.  
„Място под слънцето“ е български игрален филм (драма) от 1986 година на режисьора Румен Сурджийски, по сценарий на Цилия Лачева. Оператор е Теодор Янев. Музиката във филма е композирана от Антони Дончев. Художник е Цветана Янкова, а художник по костюмите е Епсимания Банова. Филмът е заснет в емблематичните (тогава) предприятия, от текстилната индустрия в България – вълнено-текстилния комбинат „Димитър Благоев“ в Казанлък и завод „8-и Март“ в София. Днес, тези предприятия вече не функционират.

## За филма
| „                | „Главен герой“ във филма е обикновеният работник и по-точно жените, работещи в текстилната индустрия, които живеят „без маска и без грим“. Авторката на сценария добре е познавала живота, характера на своите героини, техните болки и стремежи. В сценария всичко изглеждаше жизнено, правдоподобно, убедително – просто „плачеше“, както се казва, да бъде пренесено на екрана. В този период от развитието на българското кино, се чувстваше остра липса на произведения, в които главен герой е обикновеният работник. Неговият свят също заслужаваше да бъде изследван, описван и претворяван. Филмът е създаден според каноните на идейно-естетическите изисквания, които съществуваха тогава, но е един честен опит да се запълни тази липса. | “ |
| Румен Сурджийски | |   |

## Актьорски състав
- Мария Каварджикова – Никула
- Елжана Попова – Кина
- Емилия Радева – Дамяна
- Доротея Тончева – Лефтера
- Цветана Дянкова – Хаджиколева
- Минка Сюлеймезова – Кальопа
- Антоанета Коларова – Виолета
- Златина Тодева – Софка
- Десислава Стойчева – Спаска
- Стефан Мавродиев – Директорът
- Андрей Андреев – Люли
- Димитър Баненкин – Синът на Дамяна
- Никола Тодев – Бай Петко
- Радко Дишлиев – Асен
- Христо Стойков – Малкият Данчо
- Мая Динева
- Йордан Спиров
- Иван Несторов
- Емануела Шкодрева
- Кина Мутафова
- Веско Зехирев
- Славчо Игнатов
- Симеон Викторов
- Веселин Цанев
- Симеон Алексиев
- Иван Червенов
- Огнян Симеонов
- Кръстю Младенов
- Елена Ковачева
- Мария Седлоева
- Росица Русева
- Антония Драгова

## Рецензии
| „                                                              | Началото на 1986 г. ни донесе няколко силни филма, които не само ни обнадеждават, но и въоръжават с допълнителни аргументи срещу сивотата на миналогодишната продукция. Това са споменатите вече „19 метра вятър“ на Николай Вълчинов и Владимир Краев; „Да обичаш на инат“ на Николай Волев по Чавдар Шинов; „Вик за помощ“ на Боян Биолчев и Никола Рударов; „Скъпа моя, скъпи мой“ на Едуард Захариев и Пламен Масларов по Александър Томов; „Място под слънцето“ на Цилия Лачева и Румен Сурджийски. Тези филми ни връщат доверието в героите на екрана, карат ни да вярваме на техните вълнения, заразяват ни с преживяванията си, налагат ни да мислим върху проблемите им, и което е още по-важно, да взимаме страна по тях. Тук синхронът между патоса на литературата и екранната реализация е плътен, филмовото действие тече жизнено и пълнокръвно и в резултат отново имаме живи герои, реални конфликти, убедителни емоции. | “ |
| Тодор АБАЗОВ, Априлска литературна дискусия, 1986 г., стр. 181 | |   |